# Cerodontha augustensis
Cerodontha augustensis är en tvåvingeart som beskrevs av Spencer 1977. Cerodontha augustensis ingår i släktet Cerodontha och familjen minerarflugor. Inga underarter finns listade i Catalogue of Life.